# ジンジャー (プロレスラー)
ジンジャー（1998年9月12日 - ）は、中国のプロレスラー。CIMA率いる#STRONGHEARTSのメンバーである。

## 経歴
- 2018年2月2日、中国の上海で対鷹木信悟＆デズモンド・エグザビエ＆ザッカリー・ウェンツ組（パートナーはCIMA＆乌力吉木仁組）戦でデビュー。
- 2018年5月4日、DRAGON GATEKBSホール大会にて日本デビュー。

## 得意技
ノータッチフットスタンプ